# Jürgen Brähmer
Jürgen Brähmer (* 5. Oktober 1978 in Stralsund) ist ein deutscher Profiboxer und Boxtrainer. Er ist ehemaliger regulärer  WBA-Weltmeister, ehemaliger WBO-Weltmeister und ehemaliger Europameister der EBU, jeweils im Halbschwergewicht. Brähmer hielt den regulären WBA-Weltmeistertitel vom 1. Dezember 2013 bis zum 1. Oktober 2016.

## Amateurkarriere (1992–1998)
1992 wechselte Brähmer mit 13 Jahren von der Leichtathletik zum Boxsport. Er trainierte beim ESV Lok Stralsund unter der Leitung von Heinz-Peter Schmidt. Zwei Jahre später holte ihn sein späterer Profi-Trainer Michael Timm, damals Landestrainer vom Boxverband Mecklenburg-Vorpommern, in das Sportinternat des Schweriner SC.
In seiner Amateurlaufbahn gelangen dem Rechtsausleger Brähmer in seinen 100 Kämpfen 95 Siege. Unter anderem besiegte er dabei 1996 zweimal Ricky Hatton, im Finale der Deutschen Meisterschaft 1997 Felix Sturm und 1998 Carl Froch. Für den Schweriner SC blieb er in der Box-Bundesliga ungeschlagen. Als Amateur wurde Brähmer Deutscher Jugendmeister, Deutscher Juniorenmeister und Deutscher Halbmittelgewichtsmeister. Bei den Junioreneuropameisterschaften 1995 im ungarischen Siófok belegte er einen dritten Platz. Höhepunkt seiner Amateurlaufbahn war der Titelgewinn im Weltergewicht bei den Juniorenweltmeisterschaften 1996 in der kubanischen Hauptstadt Havanna.
- Erfolge (Auswahl);

- November 1997; 1. Platz im Halbmittelgewicht bei der Deutschen Meisterschaft in Schwerin[2]
- November 1996; 1. Platz im Weltergewicht bei der Junioren-Weltmeisterschaft in Havanna[3]
- Oktober 1995; 1. Platz im Weltergewicht beim Alexandria Junior Tournament in Thessaloniki[4]
- Juni 1995; 3. Platz im Weltergewicht bei der Junioren-Europameisterschaft in Siófok[5]
- April 1995; 1. Platz im Weltergewicht beim Gazeta Pomorska Tournament in Bydgoszcz[6]

## Profikarriere (seit 1999)
Im Jahr 1999 wurde Brähmer von Universum Box-Promotion unter Vertrag genommen, sein Profidebüt fand am 11. Dezember 1999 in Hamburg statt. Er boxte zunächst im Supermittelgewicht. In seinem 24. Profikampf gewann er am 12. Oktober 2002 den WBC-International Titel. Anschließend wurde seine Karriere aufgrund einer Haftstrafe für drei Jahre unterbrochen. Sein erfolgreiches Comeback nach der Haftentlassung fand am 15. Oktober 2005 statt. Am 4. Februar 2006 gelang Brähmer durch einen Punktsieg gegen den Südafrikaner Andre Thysse der erneute Gewinn des WBC-International Titels.
Am 27. Mai 2006 traf Brähmer auf seinen Stallkollegen Mario Veit. Zwar gelang ihm in der ersten Runde ein Niederschlag, dennoch unterlag er Veit unerwartet nach Punkten. In seinem nächsten Kampf besiegte er den Argentinier Francisco Antonio Mora durch K. o. in der achten Runde. Im Mai 2007 gewann Brähmer den WBO-Intercontinental Titel im Supermittelgewicht gegen Héctor Velazco, musste in diesem Kampf in der sechsten Runde aber erstmals in seiner Profikarriere selbst zu Boden. Anschließend trat er am 15. September 2007 in Rostock zu einem Rückkampf gegen Mario Veit an und konnte sich für die Niederlage im Jahr zuvor durch einen K. o.-Erfolg in der vierten Runde revanchieren.
Nach diesem Kampf wechselte Brähmer vom Supermittelgewicht in das Halbschwergewicht. Seinen ersten Kampf in der höheren Gewichtsklasse gewann er im April 2008 gegen Karim Bennama. Schon in seinem zweiten Kampf im Halbschwergewicht wurde ihm ein Weltmeisterschaftskampf ermöglicht; er trat am 22. November 2008 in Rostock gegen den WBA-Titelträger Hugo Hernán Garay aus Argentinien an, verlor jedoch über zwölf Runden nach Punkten.
In seinem nächsten Kampf am 7. März 2009 in Dresden boxte Brähmer gegen Rachid Kanfouah um die vakante Europameisterschaft im Halbschwergewicht. Er siegte durch technischen K. o. in der fünften Runde, nachdem der Kampf aufgrund des gänzlich zugeschwollenen linken Auges Kanfouahs vom Ringrichter abgebrochen wurde. Brähmer verteidigte den Titel durch einen Erstrunden-K. o. gegen den Italiener Antonio Brancalion, bevor er den Gürtel niederlegte, um gegen den ebenfalls bei Universum-Box-Promotion unter Vertrag stehenden Aleksy Kuziemski am 22. August 2009 in Budapest um die Interimsweltmeisterschaft des WBO-Verbandes zu boxen. Brähmer gewann gegen den Polen durch technischen K. o. in der elften Runde und erwarb somit das Recht, gegen den langjährigen WBO-Weltmeister Zsolt Erdei antreten zu können.
Am 13. November 2009 wurde Brähmer kampflos offizieller WBO-Weltmeister im Halbschwergewicht, da der bisherige WBO-Weltmeister Erdei, ebenfalls bei Universum unter Vertrag, den Titel niederlegte und somit ein Stallduell vermieden wurde. Er verteidigte den Weltmeistertitel erstmals am 19. Dezember 2009 in Schwerin erfolgreich gegen den Russen Dimitri Suchotski. Seine zweite Titelverteidigung absolvierte er gegen den Argentinier Mariano Plotinsky, den er durch technischen K. o. in der fünften Runde bezwang.
Eine weitere, für den Juni 2010 geplante freiwillige Verteidigung des WBO-Titels gegen den Rumänen Alexandro Lakatos sagte Brähmer wegen einer Rückenverletzung ab. Danach sollte er am 8. Januar 2011 gegen den amtierenden WBA-Weltmeister Beibut Schumenow in Schymkent zu einer Titelvereinigung antreten. Doch auch dieses Duell sagte er vier Tage vor dem Kampftermin wegen einer Magendarm-Erkrankung ab. Anschließend ordnete die WBO eine Pflichtverteidigung ihres Titels gegen den britischen Interimsweltmeister Nathan Cleverly an. Der erste geplante Termin am 2. April in London wurde zunächst auf den 21. Mai 2011 verschoben, schließlich aber am 18. Mai 2011 von Brähmer wiederum abgesagt. Als Grund wurde eine im Training erlittene Platzwunde am Augenlid angegeben. Daraufhin wurde ihm der Weltmeistertitel von der WBO aberkannt und Cleverly zum WBO-Weltmeister ernannt. Brähmer pausierte daraufhin bis zu seinem Kampf am 28. Januar 2012 gegen den Spanier José María Guerrero in Hamburg. Er gewann den Kampf durch technischen K. o. nach Kampfabbruch aufgrund einer Platzwunde und eines zugeschwollenen Auges bei Guerrero. Den nächsten Kampf bestritt er am 21. April 2012 in Schwerin gegen Vikapita Meroro. Er gewann den zehnründigen Kampf einstimmig nach Punkten (97-92, 98-91, 98-91).
Im August 2012 verließ Brähmer den Hamburger Universum-Boxstall und unterschrieb einen Vertrag bei der Berliner Sauerland Event GmbH. Neuer Trainer dort wurde sein Wunschtrainer Karsten Röwer.
Am 2. Februar 2013 wurde er mit einem einstimmigen Punkteurteil gegen Eduard Gutknecht neuer Europameister im Halbschwergewicht; am 27. April 2013 verteidigte er seinen Titel mit einem K. o.-Sieg in der zweiten Runde gegen den Franzosen Tony Averlant.
Am 15. Dezember 2013 gewann Brähmer nach einstimmigem Urteil der drei Punkterichter gegen Marcus Oliveira den vakanten regulären WM-Titel der WBA. Am 5. April 2014 verteidigte er den Titel erfolgreich gegen den Briten Enzo Maccarinelli, der den Kampf wegen einer Augenverletzung vorzeitig vor Beginn der 6. Runde aufgeben musste (TKO). Zwei Monate später konnte er seinen Titel gegen den Argentinier Roberto Bolonti nach einstimmigem Urteil verteidigen. Sein nächster Herausforderer, der Pole Pawel Glazewski hatte ebenfalls keine Chance gegen ihn, denn Brähmer gewann diesen Kampf bereits durch K. o. in der 1. Runde.
Seine nächste Titelverteidigung stieg am 21. März 2015 gegen Robin Krasniqi, den Brähmer durch Aufgabe seines Gegners in der 10. Runde gewann. Bei seinem nächsten deutschen Duell traf er am 5. September 2015 auf Konni Konrad; auch diesen Kampf gewann Brähmer durch Aufgabe seines Gegners bereits in der 8. Runde. In einem weiteren deutschen Duell besiegte er am 12. März 2016 in der Revanche erneut seinen ehemaligen Universum-Teamkollegen Eduard Gutknecht nach Punkten.
Am 29. April 2016 gab er die Trennung von seinem bisherigen Trainer Karsten Röwer bekannt, neuer Trainer wurde Conny Mittermeier.
Bei seiner Titelverteidigung am 1. Oktober 2016 verlor er das langersehnte Duell gegen den Briten Nathan Cleverly. Brähmer musste auf Grund einer Armverletzung den Kampf abbrechen.
Für die Teilnahme an der World Boxing Super Series wechselte Brähmer vom Halbschwergewicht zurück in seine ehemalige Gewichtsklasse ins Supermittelgewicht. Am 27. Oktober 2017 traf er in Schwerin im Viertelfinale auf den US-Amerikaner Robert Brant, den er mit einem einstimmigen Punktsieg bezwang. Das Halbfinale im Februar 2018 musste er wegen eines grippalen Infekts absagen; er wurde durch Nieky Holzken ersetzt.
Am 21. April 2018 verkündete Brähmer das Ende seiner Zusammenarbeit mit Sauerland Event. Grund sollen mangelnde Kommunikation, fehlende Unterstützung und das Nichteinhalten von Absprachen gewesen sein.
Zur selben Zeit gründete er mit seinem Schützling und WBA-Supermittelgewicht-Weltmeister Tyron Zeuge die Promotionfirma JB German Sports mit Sitz in Schwerin. Seinen ersten Kampf unter eigenem Boxstall bestritt er am 15. Dezember 2018 unter seinem ehemaligen Trainer Michael Timm in der Sporthalle Hamburg gegen den Argentinier Pablo Daniel Zamora Nievas und gewann durch TKO in der 5. Runde. Am 15. Juni 2019 traf er in der Sport- und Kongresshalle in Schwerin auf Erdogan Kadrija, diesen Kampf gewann er ebenfalls durch TKO in der 2. Runde. Im Hamburg Cruise Center Altona besiegte er am 21. Dezember 2019 Jürgen Doberstein in der 7. Runde durch KO.

## Liste der Profikämpfe
| Jahr                                           | Tag           | Ort                                                        | Gegner/Kampfziel                                              | Ergebnis für Brähmer        |
| ---------------------------------------------- | ------------- | ---------------------------------------------------------- | ------------------------------------------------------------- | --------------------------- |
| 1999                                           | 11. Dezember  | Sporthalle Hamburg, Hamburg, Deutschland                   | Ramdane Kaouane                                               | Punktsieg (4 Runden)        |
| 2000                                           | 5. Februar    | Rhein-Ruhr-Halle, Duisburg, Deutschland                    | Ferousa Ilunga                                                | Sieg / KO 1. Runde          |
| 2000                                           | 11. März      | Hansehalle, Lübeck, Deutschland                            | Ramdane Kaouane                                               | Sieg / KO 2. Runde          |
| 2000                                           | 18. März      | Sporthalle Hamburg, Hamburg, Deutschland                   | Zsolt Janko                                                   | Sieg / TKO 1. Runde         |
| 2000                                           | 1. April      | Estrel Convention Center, Berlin-Neukölln, Deutschland     | Robert Davis                                                  | Sieg / KO 2. Runde          |
| 2000                                           | 15. April     | Preussag Arena, Hannover, Deutschland                      | Antonio Ribeiro                                               | Sieg / TKO 2. Runde         |
| 2000                                           | 6. Mai        | Swissotel, Neuss, Deutschland                              | Mario Lupp                                                    | Sieg / KO 1. Runde          |
| 2000                                           | 28. Mai       | Universum-Gym, Hamburg-Wandsbek, Deutschland               | Vedran Akrap                                                  | Punktsieg (6 Runden)        |
| 2000                                           | 1. Oktober    | Universum-Gym, Hamburg-Wandsbek, Deutschland               | Jason Collins                                                 | Sieg / KO 1. Runde          |
| 2000                                           | 14. Oktober   | Kölnarena, Köln, Deutschland                               | Marino Monteyne                                               | Sieg / TKO 3. Runde         |
| 2000                                           | 25. November  | Preussag Arena, Hannover, Deutschland                      | Domenico Alfano                                               | Sieg / TKO 1. Runde         |
| 2000                                           | 5. Dezember   | Universum-Gym, Hamburg-Wandsbek, Deutschland               | Jerry Williams                                                | Punktsieg (6 Runden)        |
| 2001                                           | 10. Februar   | Estrel Convention Center, Berlin-Neukölln, Deutschland     | Pat Lawlor                                                    | Sieg / TKO 1. Runde         |
| 2001                                           | 24. Februar   | Sporthalle Hamburg, Hamburg, Deutschland                   | Patrik Swann                                                  | Sieg / TKO 5. Runde         |
| 2001                                           | 24. März      | Rudi-Sedlmayer-Halle, München, Deutschland                 | Rob Bleakley                                                  | Sieg / TKO 4. Runde         |
| 2001                                           | 7. April      | Universum-Gym, Hamburg-Wandsbek, Deutschland               | Juan Carlos Viloria                                           | Sieg / TKO 5. Runde         |
| 2001                                           | 5. Mai        | Volkswagenhalle, Braunschweig, Deutschland                 | George Klinesmith                                             | Sieg / KO 1. Runde          |
| 2001                                           | 28. Juli      | Estrel Convention Center, Berlin-Neukölln, Deutschland     | Tony Menefee                                                  | Sieg / TKO 1. Runde         |
| 2001                                           | 29. September | Universum-Gym, Hamburg-Wandsbek, Deutschland               | Rudi Lupo                                                     | Sieg / KO 2. Runde          |
| 2001                                           | 24. November  | Universum-Gym, Hamburg-Wandsbek, Deutschland               | Ray Domenge                                                   | Sieg / KO 3. Runde          |
| 2001                                           | 15. Dezember  | Estrel Convention Center, Berlin-Neukölln, Deutschland     | Mike Coker                                                    | Sieg / TKO 2. Runde         |
| 2002                                           | 16. März      | Hanns-Martin-Schleyer-Halle, Stuttgart, Deutschland        | Roberto Martins                                               | Sieg / TKO 2. Runde         |
| 2002                                           | 6. April      | Universum-Gym, Hamburg-Wandsbek, Deutschland               | Francisco Lares                                               | Sieg / TKO 3. Runde         |
| 2002                                           | 12. Oktober   | Sport- und Kongresshalle (Schwerin), Schwerin, Deutschland | Omar Eduardo Gonzalez vakante WBC-International-Meisterschaft | Punktsieg (12 Runden)       |
| 2005                                           | 15. Oktober   | Mehrzweckhalle Süd, Düsseldorf, Deutschland                | Roman Aramian                                                 | Sieg / TKO 6. Runde         |
| 2005                                           | 26. November  | Wilhelm-Dopatka-Rundsportalle, Leverkusen, Deutschland     | Henry Porras                                                  | Sieg / TKO 7. Runde         |
| 2006                                           | 4. Februar    | Burg-Wächter Castello, Düsseldorf, Deutschland             | Andre Thysse                                                  | Punktsieg (12 Runden)       |
| 2006                                           | 27. Mai       | Kulturhalle Zenith, München, Deutschland                   | Mario Veit vakante WBC-International-Meisterschaft            | Punktniederlage (12 Runden) |
| 2006                                           | 28. Oktober   | Porsche-Arena, Stuttgart, Deutschland                      | Francisco Antonio Mora                                        | Sieg / KO 8. Runde          |
| 2007                                           | 19. Mai       | Color Line Arena, Hamburg, Deutschland                     | Héctor Velazco vakante WBO-Intercontinental-Meisterschaft     | Punktsieg (12 Runden)       |
| 2007                                           | 15. September | Stadthalle Rostock, Rostock, Deutschland                   | Mario Veit vakante WBO-Intercontinental-Titelverteidigung     | Sieg / KO 4. Runde          |
| 2008                                           | 5. April      | Burg-Wächter Castello, Düsseldorf, Deutschland             | Karim Bennama                                                 | Sieg / TKO 9. Runde         |
| 2008                                           | 22. November  | Stadthalle Rostock, Rostock, Deutschland                   | Hugo Hernán Garay WBA-Weltmeisterschaft                       | Punktniederlage (12 Runden) |
| 2009                                           | 7. März       | Freiberger Arena, Dresden, Deutschland                     | Rachid Kanfouah vakante EBU-Europameisterschaft               | Sieg / TKO 5. Runde         |
| 2009                                           | 6. Juni       | König-Pilsener-Arena, Oberhausen, Deutschland              | Antonio Brancalion EBU-Titelverteidigung                      | Sieg / TKO 1. Runde         |
| 2009                                           | 22. August    | SYMA Sport & Leisure Center, Budapest, Ungarn              | Aleksy Kuziemski WBO-Interims-Meisterschaft                   | Sieg / TKO 11. Runde        |
| 2009                                           | 19. Dezember  | Sport- und Kongresshalle (Schwerin), Schwerin, Deutschland | Dimitri Suchotski WBO-Titelverteidigung                       | Punktsieg (12 Runden)       |
| 2010                                           | 24. April     | Sporthalle Hamburg, Hamburg, Deutschland                   | Mariano Plotinsky WBO-Titelverteidigung                       | Sieg / TKO 5. Runde         |
| 2012                                           | 28. Januar    | Hotel Grand Elysée, Hamburg, Deutschland                   | José María Guerrero                                           | Sieg / TKO 4. Runde         |
| 2012                                           | 21. April     | Sport- und Kongresshalle (Schwerin), Schwerin, Deutschland | Vikapita Meroro                                               | Punktsieg (12 Runden)       |
| 2013                                           | 2. Februar    | Max-Schmeling-Halle, Berlin, Deutschland                   | Eduard Gutknecht EBU-Europameisterschaft                      | Punktsieg (12 Runden)       |
| 2013                                           | 27. April     | Sporthalle Hamburg, Hamburg, Deutschland                   | Tony Averlant EBU-Titelverteidigung                           | Sieg / KO 2. Runde          |
| 2013                                           | 25. August    | Sport- und Kongresshalle (Schwerin), Schwerin, Deutschland | Stefano Abatangelo EBU-Titelverteidigung                      | Punktsieg (12 Runden)       |
| 2013                                           | 14. Dezember  | Jahnsportforum, Neubrandenburg, Deutschland                | Marcus Oliveira EBU-Titelverteidigung                         | Punktsieg (12 Runden)       |
| 2014                                           | 5. April      | Stadthalle Rostock, Rostock, Deutschland                   | Enzo Maccarinelli WBA-Weltmeisterschaft                       | Sieg / Aufgabe 5./6. Runde  |
| 2014                                           | 7. Juni       | Sport- und Kongresshalle (Schwerin), Schwerin, Deutschland | Roberto Bolonti WBA-Titelverteidigung                         | Punktsieg (12 Runden)       |
| 2014                                           | 6. Dezember   | EWE Arena, Oldenburg, Deutschland                          | Pawel Glazewski WBA-Titelverteidigung                         | Sieg / KO 1. Runde          |
| 2015                                           | 21. März      | Stadthalle Rostock, Rostock, Deutschland                   | Robin Krasniqi WBA-Titelverteidigung                          | Sieg / Aufgabe 10. Runde    |
| 2015                                           | 5. September  | EnergieVerbund Arena, Dresden, Deutschland                 | Konni Konrad WBA-Titelverteidigung                            | Sieg / Aufgabe 8. Runde     |
| 2016                                           | 12. März      | Jahnsportforum, Neubrandenburg, Deutschland                | Eduard Gutknecht WBA-Titelverteidigung                        | Punktsieg (12 Runden)       |
| 2016                                           | 1. Oktober    | Jahnsportforum, Neubrandenburg, Deutschland                | Nathan Cleverly WBA-Titelverteidigung                         | Niederlage / TKO 6. Runde   |
| 2017                                           | 27. Oktober   | Sport- und Kongresshalle (Schwerin), Schwerin, Deutschland | Robert Brant World Boxing Super Series-Viertelfinale          | Punktsieg (12 Runden)       |
| 2018                                           | 15. Dezember  | Sporthalle Hamburg, Hamburg, Deutschland                   | Pablo Daniel Zamora Nievas                                    | Sieg / TKO 5. Runde         |
| 2019                                           | 15. Juni      | Sport- und Kongresshalle (Schwerin), Schwerin, Deutschland | Erdogan Kadrija                                               | Sieg / TKO 2. Runde         |
| 2019                                           | 21. Dezember  | Hamburg Cruise Center Altona, Hamburg, Deutschland         | Jürgen Doberstein                                             | Sieg / KO 7. Runde          |
| Quelle: Jürgen Brähmer in der BoxRec-Datenbank |               |                                                            |                                                               |                             |

## Trainerkarriere
Von April 2016 bis Juni 2019 betreute Brähmer als Trainer Tyron Zeuge, der am 5. November 2016 WBA-Weltmeister im Supermittelgewicht wurde. Seit April 2019 ist er Trainer von Ex-WBO/WBC-Mittelgewichtsweltmeisterin Christina Hammer.

## Sonstiges
Brähmer wurde in eine kinderreiche Familie geboren; er ist gelernter Schweißer. 1998 kam er erstmals mit dem Gesetz in Konflikt und wurde wegen gemeinschaftlichen Raubes und schwerer Körperverletzung vom Jugendschöffengericht Schwerin zu dreieinhalb Jahren Jugendstrafe verurteilt. Im Jahr 2002 wurde Brähmer erneut straffällig, als er Anfang September in Hamburg ohne Fahrerlaubnis fahrend einen Verkehrsunfall verursachte. Als der Unfallgegner daraufhin die Polizei hinzuziehen wollte, schlug Brähmer ihn bewusstlos und beging Unfallflucht. Für den WBC-Intercontinental-Titelkampf am 12. Oktober 2002 wurde er für drei Tage unter Hinterlegung einer 125.000-Euro-Kaution aus der Untersuchungshaft entlassen. Es folgte eine erneute Verurteilung zu weiteren zwei Jahren und sechs Monaten Haft, die er zum Teil in der JVA Bützow verbüßte, bis er unter Gewährung von Reststrafaussetzung zur Bewährung vorzeitig entlassen wurde.
Im Dezember 2007 kam eine neue Anklage hinzu, da Brähmer im Juni 2006 einen Mann, der sich an seinem Auto zu schaffen machte, angeblich mit der flachen Hand ins Gesicht geschlagen hatte. Der Boxer wurde nach rund dreißigminütiger Verhandlung freigesprochen. Weitere Auffälligkeiten folgten. Im Mai 2008 verletzte Brähmer einen Mann während einer Auseinandersetzung in einer Bar in Schwerin. Der Verletzte nahm seinen zunächst gestellten Strafantrag zwar zurück, die Staatsanwaltschaft ermittelte vorläufig jedoch weiter, weil sie davon ausging, dass an der Verfolgung der Tat, die – im Falle ihres Nachweises – während laufender Bewährungszeit begangen worden wäre, besonderes öffentliches Interesse bestand. Im Januar 2009 wurde Brähmer erneut wegen Körperverletzung angeklagt; angeblich hatte er am 13. September 2008, ebenfalls in einer Schweriner Bar, eine Frau geschlagen und schwer im Gesicht verletzt. Dafür wurde er vom Schweriner Amtsgericht am 12. Januar 2010 zu einer Gefängnisstrafe von 16 Monaten ohne Bewährung verurteilt. Sowohl Brähmers Anwälte als auch die Staatsanwaltschaft legten gegen das Urteil Berufung ein. In der Berufungsverhandlung vor dem Schweriner Landgericht wurde das Verfahren am 29. März 2011 unter Auflage einer Zahlung von 5000 Euro an eine Jugendhilfeeinrichtung eingestellt, da die Brähmer angelasteten Taten „voraussichtlich nicht zu beweisen“ seien.
Brähmer geht mittlerweile juristisch gegen Bezeichnungen wie „Knast-Boxer“ vor.
Er unterstützt ein PPP-Projekt in der Justizvollzugsanstalt Fuhlsbüttel. Dort werden unter der Marke Santa Fu Waren hergestellt, deren Erlöse zum Teil an die Opferschutzorganisation Weißer Ring gehen.